# Коваль Віталій Володимирович
Віталій Володимирович Коваль (25 жовтня 1996, м. Тернопіль — 28 листопада 2022, Донецька область) — український військовослужбовець, солдат Збройних сил України, учасник російсько-української війни. Почесний громадянин міста Тернополя (2022, посмертно).

## Життєпис
Віталій Коваль народився 25 жовтня 1996 року в місті Тернополі.
Закінчив Тернопільську загальноосвітню школу-економічний ліцей № 9 імені Іванни Блажкевич, Тернопільське вище професійне училище технологій та дизайну. Працював закордоном.
На другий день початку повномасштабного російського вторгнення в Україну став на захист рідної землі. Добровольцем пішов до лав ТрО. 30 березня 2022 року офіційно підписав контракт. Спочатку проходив службу на Тернопільщині, а 26 червня 2022 року поїхав в «Азов», де пройшов повний курс військового навчання.
Був оператором 4-го протитанкового відділення 1-го штурмового батальйону в/ч А 4638.
Загинув під час бойового завдання на Донеччині. 25 листопада 2022 року матері Віталія побратими сказали, що її сина немає серед живих, він загинув, коли доправляв патрони побратимам. Від 28 листопада 2022-го воїн офіційно перебував у списках зниклих безвісти, а його тіло було на території, звідки забрати його не могли. Тіло Віталія повернули під час обміну.
Похований 20 грудня 2022 року на Алеї Героїв Микулинецького кладовища м. Тернопіль.

## Нагороди
- почесний громадянин міста Тернополя (19 грудня 2022, посмертно) — за вагомий особистий внесок у становленні української державності та особисту мужність і героїзм у виявленні у захисті державного суверенітету та територіальної цілісності України[1].